# Cerkev sv. Antona Puščavnika, Rdeči Kal
Cerkev svetega Antona Puščavnika je podružnična cerkev župnije Šentvid pri Stični, ki stoji na zahodnem delu vasi Rdeči Kal v Občini Ivančna Gorica.

## Opis
Kraj se prvič omenja leta 1145 kot stiška posest in leži nad južnim pobočjem Dobske doline. Cerkev se prvič omenja leta 1581, vendar je verjetno, da je stala že v srednjem veku, o čemer priča kamniti kip sv. Antona Puščavnika (narejen ok. leta 1450), ki je danes shranjen v Narodni galeriji v Ljubljani. Sedanja cerkev je iz druge polovice 19. stoletja. Načrte zanjo je naredil inženir Konrad Grimm, ki je sicer na željo krajanov ohranil zidove stare ladje in jih zato ojačal z dodatnimi oporniki. Lesen glavni oltar, ki je posvečen sv. Antonu Puščavniku, je izdelan v 19. stoletju.